# Albert Newen
Albert Newen (geboren 1964 in Neuerburg) ist ein deutscher Philosoph und Kognitionswissenschaftler. Seine Forschung betrifft insbesondere die theoretische Beschreibung von mentalen Repräsentationen, Emotionen und dem Selbst.

## Leben
Sein Abitur machte er am Staatlichen Eifel-Gymnasium Neuerburg. Albert Newen studierte von 1985 bis 1990 Philosophie, Psychologie und Geschichtswissenschaften an der Albert-Ludwigs-Universität in Freiburg im Breisgau und an der Universität Bielefeld, wo er 1994 mit der Dissertation Kontext, Referenz und Bedeutung. Eine Bedeutungstheorie singulärer Terme bei Eike von Savigny und Wolfgang Spohn promoviert wurde. Ab 1996 arbeitete er als wissenschaftlicher Assistent an der Universität Bonn, wo er sich 2001 mit Theorien des Selbstbewusstseins habilitierte. 2002/03 war er Fellow am Hanse-Wissenschaftskolleg. 2003 wurde er als Professor für Philosophie mit Schwerpunkt Sprachphilosophie und Philosophie des Geistes an die Universität Tübingen berufen. Seit 2007 lehrt er als Professor für Philosophie mit Schwerpunkt Philosophie des Geistes an der Ruhr-Universität Bochum.
Er ist mit der in Bochum lehrenden Physikerin Martina Havenith-Newen verheiratet.

## Schriften (Auswahl)
- mit Kai Vogeley, Patrick Bussfeld, Sylvie Herrmann, Francesca Happé, Peter Falkai, Wolfgang Maier, Nadim Joni Shah, Gereon R Fink, Karl Zilles: Mind reading: neural mechanisms of theory of mind and self-perspective, Neuroimage 14(1), 2001, S. 170–181
- mit Leon De Bruin, Shaun Gallagher, The Oxford handbook of 4E cognition, Oxford University Press, 2018, ISBN 978-0-19186-015-7
- Analytische Philosophie zur Einführung, Junius Verlag, 2017, ISBN 978-3-96060-024-4
- Kontext, Referenz und Bedeutung: eine Bedeutungstheorie singulärer Terme. Paderborn: Schöningh, 1996  Zugl.: Bielefeld, Univ., veränd. Diss., 1994